# Schulvorstand
Ein Schulvorstand ist ein Vertretungsgremium der Lehrkräfte, der Schülerschaft und der Elternschaft nach dem Niedersächsischen Schulgesetz in der Fassung vom 12. Juli 2007. Die Konzeption ähnelt der von Schulkonferenzen in anderen Bundesländern.
In der Schweiz wird der Begriff Schulvorstand nach dem „Gesetz über die Berufs- und Weiterbildung (GBW)“ als Bezeichnung für ein Aufsichtsorgan der Berufsfachschulen benutzt. In Hamburg bezieht sich der Begriff Schulvorstand ebenfalls ausschließlich auf berufsbildende Schulen.
Schulvorstände gab und gibt es ferner an Schulen, die sich nicht in der Trägerschaft eines Staates oder einer Kommune befinden.
Im 19. Jahrhundert und bis zur ersten Hälfte des 20. Jahrhunderts gab es in vielen Gemeinden in Deutschland Schulvorstände als Aufsichtsorgane der Gemeinden über die Schulen in ihrer Trägerschaft.
In einigen deutschsprachigen Texten wird der in mehreren englischsprachigen Ländern verwendete Begriff Board of Education mit Schulvorstand übersetzt.
Gelegentlich wird der Begriff Schulvorstand auch auf einzelne Personen bezogen.

## In der Gegenwart existierende bzw. geforderte Schulvorstände an öffentlichen Schulen

### Deutschland

#### Niedersachsen
Mit der Einführung der „Eigenverantwortlichen Schule“ (zu deren Konzept siehe den „Abschlussbericht der ‚Arbeitsgruppe Eigenverantliche Schule‘“ im Niedersächsischen Kultusministerium vom 24. Februar 2005) wurde in Niedersachsen die Institution des Schulvorstandes neu geschaffen. Seine Aufgaben ergeben sich aus § 38a des Niedersächsischen Schulgesetzes in der Fassung vom 12. Juli 2007, seine Zusammensetzung aus § 38b.
Der Schulvorstand entscheidet
- über die Inanspruchnahme der den Schulen im Hinblick auf ihre Eigenverantwortlichkeit von der obersten Schulbehörde eingeräumten Entscheidungsspielräume,
- den Plan über die Verwendung der Haushaltsmittel und die Entlastung der Schulleiterin oder des Schulleiters,
- Anträge an die Schulbehörde auf Genehmigung einer besonderen Organisation,
- die Zusammenarbeit mit anderen Schulen,
- die Führung einer Eingangsstufe,
- die Vorschläge an die Schulbehörde zur Besetzung der Stelle der Schulleiterin oder des Schulleiters, der Stelle der ständigen Vertreterin oder des ständigen Vertreters sowie anderer Beförderungsstellen,
- die Abgabe der Stellungnahmen zur Herstellung des Benehmens bei der Besetzung der Stelle der Schulleiterin oder des Schulleiters und bei der Besetzung der Stelle der ständigen Vertreterin oder des ständigen Vertreters,
- die Ausgestaltung der Stundentafel,
- Schulpartnerschaften,
- die von der Schule bei der Namensgebung zu treffenden Mitwirkungsentscheidungen,
- Anträge an die Schulbehörde auf Genehmigung von Schulversuchen sowie Grundsätze für

a) die Tätigkeit der pädagogischen Mitarbeiter an Grundschulen,
b) die Durchführung von Projektwochen,
c) die Werbung und das Sponsoring in der Schule und
d) die jährliche Überprüfung der Arbeit der Schule.
Der Schulvorstand besteht je nach der Größe der Schule aus acht, zwölf oder sechzehn Mitgliedern. Er setzt sich zur Hälfte aus Lehrkräften (zu denen der Schulleiter oder die Schulleiterin gerechnet wird) sowie aus Vertretern der Elternschaft (ein Viertel) und der Schülerschaft (ebenfalls ein Viertel) zusammen. In Schulen, deren Schülerschaft die Stellung von Schüler- oder Elternvertretern nicht ermöglicht (etwa reine Grundschulen oder Berufsschulen), werden die jeweiligen Sitze durch Vertreter der verbleibenden Gruppe besetzt. Alle Vertreter im Schulvorstand (mit Ausnahme der Schulleiterin oder der Schulleiters) werden für jeweils zwei Jahre gewählt.

#### Hamburg
§ 76 des Hamburgischen Schulgesetzes bestimmt, dass es an beruflichen Schulen der Hansestadt Schulvorstände geben muss. An allgemeinbildenden Schulen gibt es in Hamburg Schulkonferenzen, aber keine Schulvorstände.

#### Hessen
Im Rahmen des Modellprojekts „Selbstverantwortung plus“ löst seit 2007 der Schulvorstand an 17 Projektschulen im Land die Schulkonferenz als strategisches Entscheidungszentrum ab. Erarbeitet wurde das Projekt von beruflichen Schulen des Landes Hessen.

#### Schleswig-Holstein
Die Fraktion der Grünen im Landtag Schleswig-Holstein fordert die Einführung der Institution „Schulvorstand“ in Schleswig-Holstein.

### Schweiz
Nach § 15 des „Gesetzes über die Berufs- und Weiterbildung (GBW)“ wählen die jeweiligen Trägerschaften der Berufsfachschulen – Kanton, Gemeinden oder OdA – für jede Schule einen Schulvorstand als Aufsichtsorgan. Sie regeln dessen Aufgaben, den Schulbetrieb sowie die jeweiligen Zuständigkeiten in einem Organisationsstatut.
Der Schulvorstand ist nach § 16 GBW als Anstellungsbehörde unter anderem zuständig für den Erlass von Bestimmungen, die Begründung und Auflösung von Anstellungsverhältnissen, für die Festsetzung der Löhne sowie für die Ansetzung einer Bewährungszeit.

## Schulvorstände an anderen Schulen
An vielen Schulen in der Trägerschaft der christlichen Kirchen, von anderen Religionsgemeinschaften (insbesondere an jüdischen Schulen) und an anderen Schulen, die nicht ein deutsches Bundesland oder eine politische Gemeinde als Schulträger haben, gibt es Schulvorstände, die die Interessen des Schulträgers bzw. eines mit diesem kooperierenden Trägervereins vertreten.
Beispiele:
- Der Schulvorstand der Evangelischen Grundschule Frankenthal (Sachsen) besteht aus dem Schulpfarrer und weiteren sechs Personen, die vom Vorstand des Evangelischen Schulvereins für die Dauer von sechs Jahren berufen werden. Es können nur volljährige Mitglieder der Ev.-Luth. Landeskirche Sachsens, die zugleich Mitglieder im Evangelischen Schulverein sind, berufen werden.[6]
- An Waldorfschulen werden die jeweiligen Schulvorstände von den der Schule zugeordneten Schulvereinen gewählt.[7]

Auch an deutschen (d. h. deutschsprachigen) Auslandsschulen werden die Belange des Trägers durch Schulvorstände berücksichtigt.
Beispiel: Die Länder Deutschland, Österreich und Schweiz betreiben über einen Schulverein gemeinsam die Michael-Grzimek-Schule in Nairobi (Kenia). Für den Verein überwacht ein Schulvorstand das Schulgeschehen.

## Historische Schulvorstände

### Gremien
In den Staaten Deutschlands vor 1871 sowie im Deutschen Reich gab es in vielen, aber nicht in allen Gemeinden Schulvorstände. So nahm beispielsweise die Gemeinde Marl im Jahr 1906 Abstand davon, für die neugegründete gewerbliche Fortbildungsschule einen Schulvorstand einzuberufen. Die Regelungen innerhalb Deutschlands waren von Land zu Land verschieden.
Zu Beginn des 19. Jahrhunderts waren Schulvorstände oftmals als Kirchen- und Schulvorstände mit den Vorständen der zugehörigen Kirchengemeinde weitgehend identisch. Für Preußen galt im Jahr 1834: „Jede Schule musste einen Schulvorstand haben; bei den konfessionellen Schulen waren es meist der Ortsgeistliche und zwei berufene Bürger. Darüber stand der Schulpfleger, ebenfalls ein Geistlicher der entsprechenden Konfession, darüber dann der staatliche Schulrat. Die Schule war also der Kirche und dem Staat verpflichtet; die Lehrer wurden vereidigt, ab 1934 durch den Pfarrer.“
Im Herzogtum Nassau war im 19. Jahrhundert der Schulvorstand das unmittelbare Aufsichtsorgan für die Schule: „Zur nächsten Aufsicht über die Volksschulen werden in allen Schulbezirken besondere Schulvorstände aus den Ortsgeistlichen und dem Schultheißen als ständigen, und nach der Population aus zwei bis drei unständigen Mitgliedern vom Gemeinde-Vorstand oder dem Feldgericht bestehend an- und den Schulinspektoren untergeordnet.“ Damit waren die Ortsschulvorstände die direkten Dienstvorgesetzten des Lehrers. Der Schulvorstand verwaltete und überwachte die äußeren und inneren Schulangelegenheiten, er war verantwortlich für die Einrichtung und Unterhaltung des Schulgebäudes, die Verwaltung des Schulvermögens, die Festsetzung des Unterrichtszeit und der Ferien, den Schulbesuch der Kinder, hatte Mitwirkungsrechte bei der Besetzung der Lehrerstelle und konnte im Rahmen der Mitaufsicht Einsicht in den Lehrplan und die Lehrbücher nehmen und nach Absprache auch am Unterricht teilnehmen. Die Geschäfte führte in der Regel der Vorsitzende des Schulvorstandes (oft auch als „Ortsschulvorstands-Dirigent“ bezeichnet).
Über den Schulvorstand der Gewerbeschule in Eilenburg (Sachsen) um 1900 heißt es: „Der Schulvorstand bestand aus 6 Personen. Er wurde gebildet: aus dem in Eilenburg wohnhaften Mitglied der Handelskammer, aus einem Mitglied des Magistratkollegiums, aus einem Mitglied des Stadtverordnetenkollegiums, aus dem Leiter der Schule und aus zwei Vertretern der Kaufmannschaft, welche den genannten Korporationen (Innung, Berufsverband) nicht angehörten und welche von der Kaufmannschaft auf 3 Jahre gewählt worden. Die Wahl dieser Vertreter geschah von den durch den Eintrag im Handelsregister zur Wahl berechtigten gewerbetreibenden nach ihrer öffentlichen Einladung unter Leitung eines vom Magistrat beauftragten Mitgliedes der Kaufmannschaft durch Stimmzettel mit absoluter Stimmenmehrheit der Erschienenen. […]

Der Schulvorstand hatte im allgemeinen für das Beste der Schule zu sorgen. Im Besonderen oblag ihm die Verpflichtung sich von dem in der Schule herrschenden Geiste, dem Zustand der Schulzucht, dem Grade der Annäherung an die gesteckten Lernziele usw. in Kenntnis zu setzen. Er konnte den Leiter der Schule zur mündlichen und schriftlichen Berichterstattung darüber auffordern. Die Mitglieder waren berechtigt an den zu veranstaltenden Schulfeierlichkeit teilzunehmen.“
In Bremen schrumpfte der Einfluss der evangelischen Kirche bis zum Jahr 1889: „Das Jahr 1889, das die Trennung der kirchlichen von der politischen Gemeinde brachte, hat den Einfluss der Kirche auf die Schule auf ein Minimum herabgemindert. Man ließ damals den Ortspfarrern lediglich Sitz und Stimme im Schulvorstand, aber auch diese letzte bescheidene Position konnte im Laufe der Jahre nicht behauptet werden.“ In Hohen Neuendorf (Brandenburg) wurde 1919 vermeldet: „1919 wurde gemäß der neuen Zeit auch der Schulvorstand neugewählt. Alle Parteien der hiesigen Gemeindevertretung entsandten ihre Vertreter in ihn. Es gehörten zu ihm: der Gemeindevorsteher Wildberg, der jeweilige Schulleiter, der Pfarrer Lehmann (letzterer hat sein Amt auf Ersuchen der Lehrerschaft niedergelegt. Er hat seit dieser Zeit an keiner Sitzung teilgenommen), Herr Dahms, Frau Springer, Herr Dittberner, Frau Rheinsberg, Herr Schweitzer, Frau Valdiz. Es wurde Wert darauf gelegt, daß nur Männer und Frauen in den Schulvorstand gewählt werden, die Kinder in die Volksschule schicken. Es ist das erste Mal, daß Frauen und Sozialisten in den Schulvorständen sind. Für die Volksschule ist das zum Teil segensreich geworden.“
In der Zeit unmittelbar nach dem Zweiten Weltkrieg wurde der Begriff „Schulvorstand“ noch benutzt, danach aber weitestgehend durch den Begriff „Schulausschuss“ ersetzt.

### Einzelpersonen
In einigen Ländern Süddeutschlands erhielten bis in die Zeit der Weimarer Republik Personen mit Schulleiterfunktion den Titel „Schulvorstand“.